# Стралджа
Стра̀лджа е град в Югоизточна България, област Ямбол, община Стралджа и неин административен център.
По данни на ГРАО към 15 март 2024 г. в града живеят 6193 души по настоящ адрес и 6529 души по постоянен адрес.

## География
Разположен е на 23 км западно от Карнобат, на около 30 км източно от Сливен и на 17 км североизточно от Ямбол.
Градът е 3-ти по население в областта след Ямбол и Елхово.

## История
Най-ранните сведения за Стралджа се срещат в османско-турските документи, но наличието на останки от древно тракийско и средновековно селище говори за многовековната история на града В землището на днешния град Стралджа съществуват следи от дълбока древност. Градът попада под османска власт през 1373 г. За общината данните са от втората половина на XIX век, когато е спомената дейността на стралджанци за изграждането на нова църква на мястото на съборения от турците параклис. Според запазените в Сливенската епархия документи при наддаването с турски лири между българската и гръцката общности спечелват българите и църквата се именува „Свети Архангел Михаил“. Още тогава започва изграждането на селището като пътен, стопански и административен център. Предпоставка за това е и географското положение – Стралджа се намира на важни пътища, свързващи Черноморието с вътрешността на страната и Северна с Южна България.
Стралджа и селищата от общината имат богато минало, свързано с освободителните борби срещу турското владичество. Индже Войвода и Кара Кольо се движат от Войнишкия Бакаджик до Стара планина, четата на Трифон и Добри е разбита от турска потеря в Балкана, Хаджи Дани от с. Зимница е обесен в Сливен от турците. Останките на около 70 разрушени селища личат навсякъде в общината.
Първият документ, от който се съди за съществуването на Стралджа, е от 1610 г. В него е отбелязано: Стралджа, Ямболски окръг, Исраилджа, Асрайлих. Друг документ, датиращ от 1834 г., е руска карта, издадена в Петербург, отнасяща се за 1829 г., на нея е записано: Стралджа – 75 къщи. За името на Стралджа има три легенди – византийска, латинска и гръцка. Още две легенди са свързани с християнското име на древното селище. Има и други версии от по-ново време, свързани с местоположението на Стралджа и ловната резиденция на Авджи Мехмед IV. Почти във всяка от тях се споменава, че югоизточно от сегашното разположение на Стралджа се намирал турски град Сарай-курорт за одринските паши и бейове. В северна посока се намирало най-голямото блато на територията на България, дълго около 14 км, в широчина до 10 км, най-дълбоките места стигали до 4,5 м. В близост до Балкана градът разполагал с летен палат, ловджийска станция на Мехмед IV. За негово удобство имало изграден водопровод и баня. На Връбница в турския град ставал голям панаир. Обслужването на турците в Сарая (Одрин) било от техни бедни сънародници или от българско население, което живеело пò на запад в т.нар. Странна махала. За първи заселници на селището се смята родът на Сарайлъ Димо или Хайдут Димо. Съществува и твърдението, че името на Стралджа е от името на манастира „Св. Архангел Михаил“, на турски Исраелджа. Според други мнения селото било близко до черкезко село и населението страдало от честите нападения, затова го нарекли „Страдалджа“ може да е вулгаризирано и потурчено от Стрелча, основано от отряд стрелци.

## Религии
Градът се слави с един от най-старите православни храмове в страната – „Св. Архангел Михаил“. В него са съхранени ценни реликви и литература, датиращи още от времето на османското владичество над България. Днес храмът продължава да отслужва света литургия, запазени са традициите на православното българско богослужение. На най-значимите християнски празници – Великден и Рождество Христово – се събират много хора.
В града има и общност на Евангелската методистка епископална църква. и на Евангелска Петдесятна църква.

## Обществени институции
- Основно училище „Св. св. Кирил и Методий“
- Читалище „Просвета 1892“, основано през 1891 г.[3]
- Бизнес информационен център, част от мрежата бизнесцентрове изградени по Проект „Заетост чрез подкрепа на бизнеса“[4]
- СУ „Пейо Яворов“
- Районно управление на полицията

## Забележителности
- 150-годишна православна църква „Св. Архангел Михаил“
- Извор на топла минерална вода, която лекува бъбречни и кожни болести

## Редовни събития
- Празник на града на 8 ноември. Отбелязва се на Архангеловден с Решение 184 на Общинския съвет от 12 февруари 2001 г.
- Кукерски празник, провежда се всяка година в началото на пролетта.
- Ежегоден народен събор „Мараш пее“, който от няколко десетилетия е в националния културен календар на страната.
- Фолклорен конкурс-надпяване „С песните на Вълкана Стоянова“, който се провежда на всеки две години.
- Национален литературен конкурс „Станка Пенчева“ под надслов „Дървото на живота“, който се провежда на две години.

## Личности
- Атанас Киров, бивш футболист на „Славия“; „Ла Коруня“ (Испания), „Малага“ (Испания), ЦСКА; „Локомотив“ (София);
- Панайот Панайотов български художник живописец, преподавател в Националната художествена академия и неин ректор в продължение на 2 мандата.
- Димитър Андонов Бойчев – скулптор и синове Антон – архитект и Тодор – архитект и иконописец, автори на паметника на Пейо Яворов, както и на паметника на загиналите за свободата в Стралджа
- Веселин Близнаков (р. 1944), български политик, министър на отбраната
- Гроздан Иванов, журналист, политик, общественик
- Надя Жечева, журналист, писател
- Веселина Седларска, журналист, писател
- Йордан Лечков, футболист, бивш кмет на Сливен
- Калинка Лечева, акробатка
- н.х. проф. Панайот Панайотов – художник
- Матьо Добрев (1957 – 2019), кавалджия и педагог
- Слав Данев, световен и европейски шампион по акробатика от 1996 г.
- Доц. д-р Калчо Ж. Тодоров (1934 – 2020), математик
- Доц. Красимир Янков Йорджев, доктор на математическите науки